# Michel Offerlé
Michel Offerlé est un enseignant-chercheur français spécialiste de la sociologie historique et de la sociologie politique. Il est professeur émérite de science politique à l’École normale supérieure de Paris.

## Carrière universitaire
Après des études de droit et d’histoire, il soutient en 1979 la thèse de doctorat d'État intitulée Les socialistes et Paris : 1881-1900 : des Communards aux conseillers municipaux, puis obtient en 1984 une agrégation en science politique.
Il enseigne à l’université Paris-1 Panthéon-Sorbonne puis à l’université de Bourgogne, à l’Institut d'études politiques de Lyon puis à nouveau à l’université Paris-1 Panthéon-Sorbonne. Il est professeur émérite de science politique à l’École normale supérieure (Paris). Il est membre du Centre Maurice-Halbwachs équipe ETT. Il a codirigé le master PDI (ENS-EHESS). Il a aussi été maître de conférences entre 1984 et 1995 à l’Institut d'études politiques de Paris. Il a initié en 1993 un séminaire doctoral dénommé GRIP, Groupe de Recherches Interdisciplinaires sur le politique, qui a permis des échanges fructueux entre une génération de jeunes chercheurs et de nombreux intervenants, sociologues, politistes, historiens, anthropologues et économistes.
Il a dirigé l’ISST à Paris 1 et a été un des cofondateurs de la revue Genèses, histoire et sciences sociales en 1990, créée sous l’impulsion de Gérard Noiriel.
Il codirige aux éditions Belin la collection « Socio-Histoires » avec Gérard Noiriel et la collection « Sociologiquement » avec Gérard Mauger.

## Domaine de Recherche
Ses travaux portent sur l’apprentissage du suffrage universel par les électeurs français au XIXe siècle auquel il a consacré un ouvrage et de nombreux articles. Il s’est intéressé dans une perspective socio-historique et sociologique aux organisations et mouvements politiques et a contribué à rénover la compréhension de l’émergence des formes d’agrégation et des modes de fonctionnement de ces organisations et mouvements. Ce travail s’est prolongé dans une réflexion commune avec Jacques Lagroye et d’autres chercheurs sur la sociologie de l’institution.
Tout en continuant à travailler sur ses thématiques de prédilection, il a initié une recherche sur les patronats (leur métier et leurs modes d’organisation et d’action collective) et sur la manière dont les élites économiques s’organisent pour définir et défendre leurs intérêts.

## Publications

### Ouvrages
- Les partis politiques, PUF, 1987, 8e édition 2012, traduit en espagnol, Los partidos politicos, Lom, 2003.
- Un homme, une voix ? Histoire du suffrage universel, coll. « Découvertes Gallimard / Histoire » (no 167), Paris, Gallimard, 1993, 2e édition 2002.
- Sociologie des groupes d’intérêt, Paris, Montchrestien, 1994, 2e édition, 1998
- La profession politique, XIXe – XXe siècles (dir.), Paris, Belin, 1999, 360 p.
- Questions sur La société civile, Choix de textes commentés. PPS, La Documentation française 2003. 2e édition, 2007.
- Sociologie de la vie politique française, Paris, La Découverte, Collections Repères, 2004.
- Sociologie des organisations patronales, Paris, La Découvert, 2009, 124 p.
- Perimetro de lo politico : contribuciones a une socio-historia de la politica, Textes réunis et présentés par Mariana Géné et Gabriel Vommaro, Buenos Aires, Antropofagia, 2011, 217 p.
- Avec Henry Rousso (dir.), La fabrique interdisciplinaire. Histoire et science politique, Rennes, Presses universitaires de Rennes, 2008, 283 p.
- Avec Jacques Lagroye (dir), Sociologie de l’institution, Paris, Belin, 2011.
- Avec Laurent Le Gall et François Ploux, (dir.,) La politique sans en avoir l’air, Rennes, Presses universitaires de Rennes, 2013.
- Les patrons des patrons : Histoire du Medef, Paris, Jacob, 2013.
- Patrons en France, La Découverte, 2017.
- Ce qu'un patron peut faire, Une sociologie politique des patronats, NRF essais, Gallimard, 2021.
- Avec Julien Fretel, Écrire au président. Enquête sur le guichet de l’Élysée, La Découverte, 2021.
- Les partis politiques. Paris, Que sais-je ?, 2022.
- Patron. Paris. Anamosa, 2024.
- Je me souviens...de la politique, Vulaines sur Seine, Editions du Croquant, "Essais et témoignages", 2025.

### Articles
- Illégitimité et légitimation du personnel politique ouvrier en France avant 1914 Annales ESC 1984/4.
- Le nombre de voix. Électeurs, partis et électorat socialistes à la fin du XIXe siècle en France ». Actes de la Recherche en Sciences Sociales 1988/71-72.
- Mobilisations électorales et invention du citoyen in Daniel Gaxie (dir.) Explication du vote Paris, Presses de la Fondation nationale des sciences politiques 1985.
- Le vote comme évidence et comme énigme Genèses 1993/12.
- La nationalisation de la citoyenneté civique en France in Rafaele Romanelli (dir.) How did they become voters ? London, Kluwer 1998.Traduction en portugais in Leticia Bicalho Canêdo (org.) O Sufragio Universal
- A nacionalizacao da cidadania civica Estacoa Liberdade, 2005.
- Les figures du vote, pour une iconographie du suffrage universel, Sociétés et Représentations, Septembre 2001.
- Socio-histoire du vote, in Pascal Perrineau et Dominique Reynié (dir.), Dictionnaire du vote, Paris, PUF, 2001.
- Qu'est-ce qu'un parti politique en France au XIXe siècle ? in Cultures et partis politiques aux XIXe et XXe siècles : l'exemple allemand, Anne-Marie Saint-Gille (dir), P.U.L. 2006.
- Périmètres du politique et coproduction de la radicalité à la fin du XIXe siècle, in A.Collovald et B.Gaïti (dir.) La démocratie aux extrêmes, La Dispute. 2006.
- Capacités politiques et politisations: faire voter et voter, XIXe-XXesiècles. Point Critique, Juin 2007, p. 131-149, Septembre 2007/67-68, p. 145-157, Genèses.
- "Voter Mr Schneider". Quand des ouvriers demandent à leur patron de se présenter à la députation in L'Atelier du politiste, Mélanges en l'honneur de Pierre Favre, La Découverte, 2007, p. 163-188.
- Retour sur les répertoires de l’action collective Politix 2008/81.
- L’action collective patronale en France, XIXe – XXIe siècles : organisations, répertoires et engagements, XXe siècle Revue d‘histoire, Avril 2012.
- En r’venant d’lar’vue, Entretien dans Politix, 2012/4.
- Entries « Barricades, Paris Commune, Employers’ collective action in The Wiley-Blackwell Encyclopedia of Social and Political Movements, Doug Mc Adam, David Snow, Donatella della Porta (ed.), Hoboken NJ, Wiley and sons, 2013.